# Náboženská obec Církve československé husitské v Poděbradech
Náboženská obec Církve československé husitské v Poděbradech je společenství členů Církve československé husitské

## Historie a současnost
Náboženská obec byla státem uznána v červnu roku 1941. V únoru roku 1921 zazněla ve dvoraně Občanské záložny přednáška dr. Karla Farského, která se stala počátkem budoucí náboženské obce v Poděbradech. Farní oblast tehdy zahrnovala devětadvacet obcí a osad. Brzy poté vznikl přípravný výbor vedený trojicí Ing. R. Fahrner, Fr. Moravec a A. Šípek. Již v březnu téhož roku sloužil farář Karel Svoboda z Kostelní Lhoty první bohoslužbu, a to před uzavřeným kostelíkem Nanebevzetí Panny Marie. Krátce nato byly bohoslužby přesunuty do Havířského kostelíka, který sloužil až do března 1926, kdy přešel z užívání této církve. Po dalších jedenáct let se shromáždění konala v chrámu Českobratrské církve evangelické. Na sklonku třicátých let byl postaven Sbor krále Jiřího podle návrhu a pod vedením Ing. arch. Josefa Semeráda. Otevření proběhlo 30. května 1937 za účasti biskupa St. Kordule, pětadvaceti kněží a zhruba pěti tisíc věřících. Věž kostela měří 22,3 metru a je ukončena kalichem a dvojramenným křížem. V jejím nitru se nachází zvon o hmotnosti 225 kilogramů, nazývaný Láska. Součástí areálu je také kolumbárium. Umístění v lázeňském městě přivádí do sboru pravidelně návštěvníky z domova i ze zahraničí. Místní duchovní jsou připraveni jednat i v angličtině a prostor vítá všechny zájemce bez ohledu na jejich víru, jako důstojnou ukázku činnosti církve..